# ديفيد جويت
ديفيد جويت (بالإنجليزية: David C. Jewitt)‏ (مواليد انكلترا، 1958) أستاذ علم الفلك سابقا في جامعة هاواي لمعهد علم الفلك، والآن في جامعة كاليفورنيا في لوس أنجلوس. تخرج عام 1979 من جامعة لندن. حصل على درجة الماجستير وعلى درجة الدكتوراه في علم الفلك في معهد كاليفورنيا للتكنولوجيا في عامي 1980 و 1983 على التوالي. وتشمل اهتماماته البحثية مدار نبتون حول النظام الشمسي، وتشكل النظام الشمسي والخصائص الفيزيائية للمذنبات. جنباً إلى جنب مع جين لوو، أول من اكتشف حزام كويبر الكائن في عام 1992. كما ينسب إليه اكتشاف قمر أدراستيا، القمر التابع لكوكب المشتري.

## مؤلفاته
- نواة المذنب (Nucleus of Comet) صدرت The Astronomical Journal, Volume 127, Issue 3, pp. 1784–1790
- الخصائص الفيزيائية لأجسام مدار نبتون (Physical Properties of Trans-Neptunian Object) صدرت The Astronomical Journal, Volume 123, Issue 4, pp. 2110–2120
- أجسام حزام كوبير الكبيرة (Large Kuiper Belt Objects)صدرت The Astronomical Journal, Volume 115, Issue 5, pp. 2125–2135
- دوران المذنبات (Cometary Rotation) صدر an Overview, Earth, Moon, and Planets, v. 79, Issue 1/3, pp. 35–53